# Veracruz (stan)
Veracruz (wymowaⓘ, hiszp. Veracruz de Ignacio de la Llave) – stan we wschodnim Meksyku. Sąsiaduje ze stanami: Tamaulipas (na północy); Oaxaca, Chiapas i Tabasco (na południu); San Luis Potosí, Hidalgo i Puebla (na zachodzie). Od wschodu graniczy z Zatoką Meksykańską.

## Podział administracyjny
Veracruz dzieli się na 212 gmin (hiszp. municipios).

## Historia
W regionie Veracruz rozwinęły się trzy niezależne cywilizacje. Na północy swoją kulturę stworzyli Huastekowie, w środkowej części stanu znajdowali się Totonakowie, natomiast na południu Olmekowie. Na początku XV w. cały obszar znalazł się pod wpływem tzw. potrójnego sojuszu (Tenochtitlán-Texcoco-Tacuba). W późniejszym okresie niepodzielnie panowali tu Aztekowie, którzy nałożyli obowiązek płacenia danin na tutejszych mieszkańców.
W 1518 przybył tu Juan de Grijalva, w skład jego ekspedycji weszło szereg znanych konkwistadorów, m.in. Pedro de Alvarado, Francisco de Montejo i Bernal Diaz del Castillo. W 1519 na wieść o odkryciu złota przez Grijalvę ze swoją wyprawą wyrusza Hernán Cortés. W miejscu, w którym wylądował, założył osadę o nazwie Vera Cruz („Prawdziwy Krzyż”). Początkowy opór stawiony przez Huasteków został szybko zdławiony. Totonakowie zdecydowali się dołączyć do Hiszpanów, ze względu na swoją wrogość do nękających ich Azteków. 
W pierwszych latach po zdobyciu Tenochtitlánu wśród Indian zaczęły wybuchać epidemie chorób przywiezionych przez Europejczyków, które zdziesiątkowały tubylców. Dodatkowo do dużej śmiertelności przyczyniło się brutalne traktowanie Indian przy pracy na roli i w kopalniach. Z czasem zapotrzebowanie na siłę roboczą coraz bardziej rosło ze względu na zwiększanie obszarów uprawy trzciny cukrowej. Dlatego osadnicy zaczęli sprowadzać Murzynów z Afryki do pracy na plantacjach. Założony przez Cortesa port Veracruz był głównym oknem na świat całej Nowej Hiszpanii. W 1601 miasto zostało przeniesione w obecne miejsce. W ciągu XVII w. Veracruz było wielokrotnie atakowane przez karaibskich piratów. Masowy handel „żywym towarem” sprawił, że miasto miało największą liczbę czarnych mieszkańców w całym kraju. W 1609 wybucha powstanie niewolników, na którego czele stanął niejaki Yanga. Powstańcy założyli niedługo potem swoją osadę – San Lorenzo de los Negros, do której przybywali uciekinierzy z plantacji.
Od 1810 podjęto tu kilka prób oswobodzenia regionu spod władzy Hiszpanii. Na czołowego przywódcę rebeliantów wyrósł Guadalupe Victoria. W chwili uzyskania przez Meksyk niepodległości w 1821 Veracruz dołączyło do nowo tworzącego się państwa. Wtedy też coraz jaśniej zaczynała świecić gwiazda Antonio Lópeza de Santa Anny – jednego z najbardziej znanych polityków i wojskowych, którzy wywodzili się z Veracruz. Santa Anna wielokrotnie pełnił urząd prezydenta kraju oraz głównodowodzącego armii. W 1824 Veracruz uzyskało status stanu. W 1825 uchwalona została pierwsza konstytucja stanowa.
Przez większość pierwszej połowy XIX w. stan doświadczył niestabilności politycznej. Konflikty pomiędzy federalistami a centralistami a później pomiędzy konserwatystami a liberałami hamowały rozwój gospodarczy i prowadziły do ciągłych zamieszek. Benito Juarez z Veracruz sprawował władzę, ponieważ w 1857 jego liberalny rząd próbowali obalić konserwatyści, którzy zaatakowali stolicę. W 1863 wylądowała tutaj ekspedycja francuska, która zamierzała osadzić na tronie meksykańskim cesarza Maksymiliana I. 
W czasie rewolucji meksykańskiej stan był terenem walk pomiędzy poszczególnymi stronnictwami. Po zakończeniu rewolucji Veracruz zaznało wreszcie długo oczekiwanego okresu pokoju i stało się jednym z najgęściej zaludnionych i najbardziej rozwiniętych regionów Meksyku.

## Warunki geograficzne i klimatyczne
Wzdłuż wybrzeża nad Zatoką Meksykańską rozciąga się równina. Można się natknąć w tym rejonie również na wzgórza i wąwozy. Dalej, w głębi lądu położona jest Sierra Madre Oriental. Inne większe pasma górskie to m.in. Otontepec, Tantima i Los Tuxtlas. Najwyższymi szczytami są: Pico de Orizaba (5610 m) i Cofre de Perote (4282 m).
Z większych rzek można wymienić: Pánuco, Tuxpan, Cazones, Tecolutla, Actopan, La Antigua, Jamapa, Nautla i Blanco.
Klimat ze względu na ciepłe wody Zatoki Meksykańskiej jest gorący i wilgotny. Średnie temperatury wynoszą od 24 do 28 °C. Najwyższe opady występują w sierpniu i we wrześniu. Średnia roczna opadów w mieście Veracruz wynosi 173 cm. W Coatzacoalcos jest ona wyższa i sięga ok. 261 cm rocznie.
W lasach rosną mahoniowce i puchowce. Na wybrzeżu spotyka się palmy i roślinność namorzynową. Na faunę zwierzęcą składają się m.in. dziki, kojoty, małpy, pumy i aligatory. Występują tu również: tukany, sowy i dzięcioły.

## Gospodarka
Poszczególne sektory gospodarki stanu wg ich udziału w PKB, kształtują się następująco: przemysł (20%), usługi (18%), handel (17%), transport (10%), finanse (17%), rolnictwo (10%), budownictwo (6%) i górnictwo (2%). 
Veracruz jest jednym z największych ośrodków wydobycia ropy naftowej w Meksyku. Zespół zakładów petrochemicznych Coatzacoalcos-Miniatitlan jest najważniejszym obiektem przemysłowym stanu. Duże zakłady znajdują się też w Córdobie i Orizabie. Rio Blanco jest ośrodkiem przemysłu włókienniczego.
Rolnictwo jest ważnym sektorem gospodarki stanu. Uprawia się tu m.in. trzcinę cukrową, cytrusy, kukurydzę, tytoń i kawę. Hoduje się bydło, świnie, drób i kozy.

## Turystyka
Veracruz słynie ze swoich plaż i warunków do uprawiania sportów wodnych. W Jalapie znajduje się muzeum antropologiczne. Ogród botaniczny Paseo de Los Lagos jest również często odwiedzany przez turystów.

## Główne miasta
- Acayucan
- Alvarado
- Boca del Rio
- Camarón de Tejeda
- Catemaco
- Coatepec
- Coatzacoalcos
- Córdoba
- Minatitlán
- Orizaba
- Papantla (Papantla de Olarte)
- Poza Rica (Poza Rica de Hidalgo)
- San Andrés Tuxtla
- Tuxpan (Túxpam/Túxpam de Rodríguez Cano)
- Veracruz
- Xalapa (Xalapa-Enríquez)

## Galeria

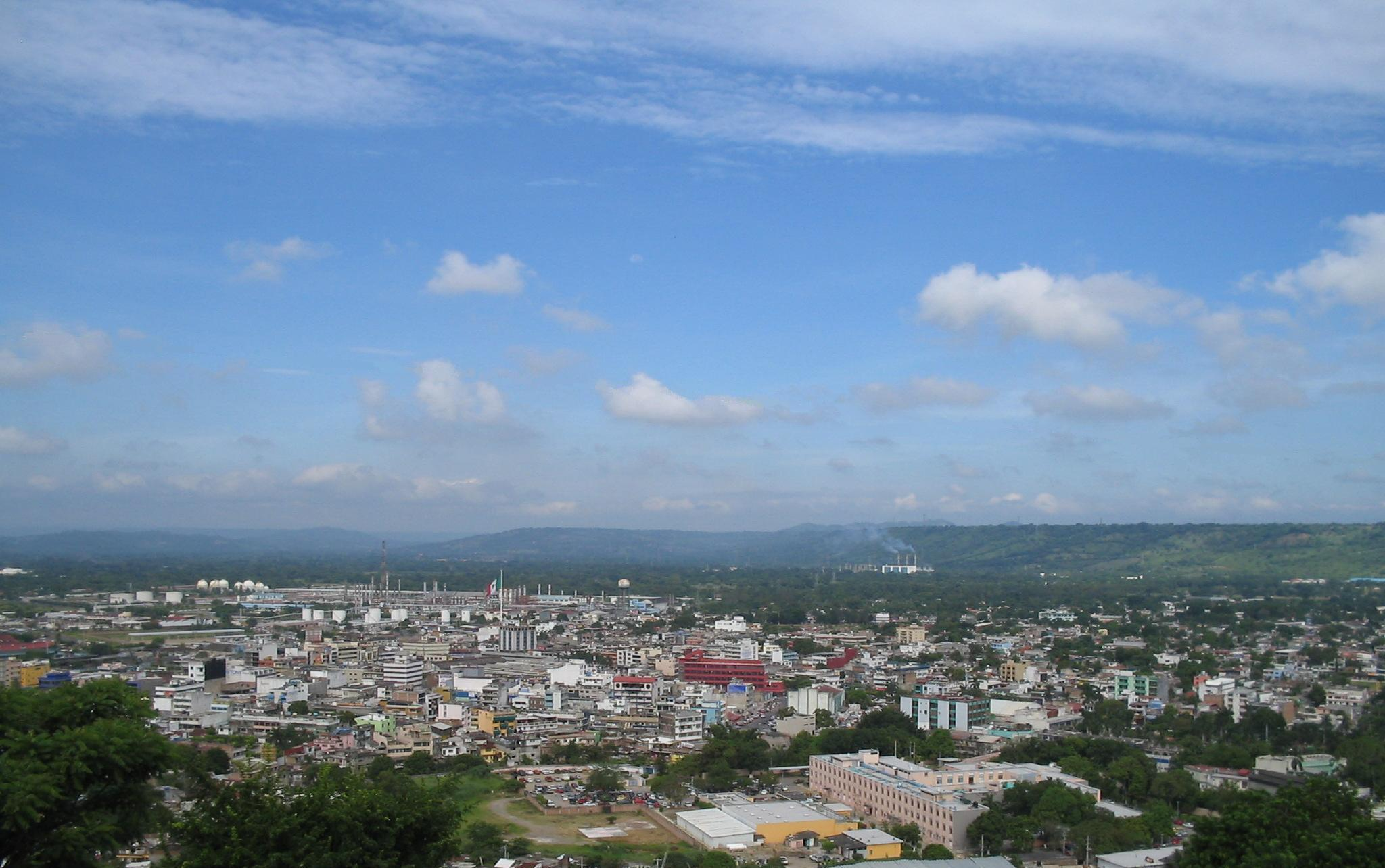
Poza Rica de Hidalgo
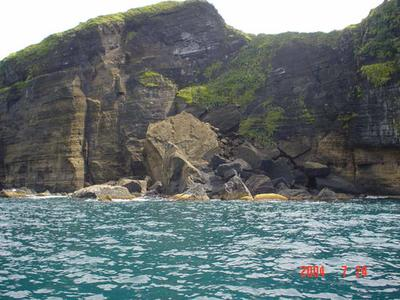
"Roca partida", Tuxtla
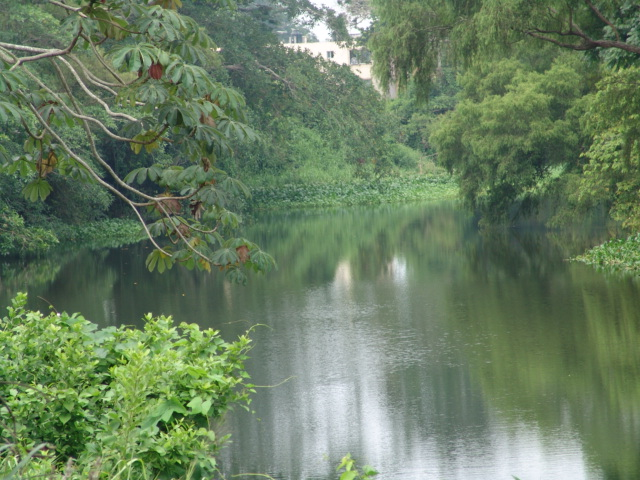
Rzeka Jamapa
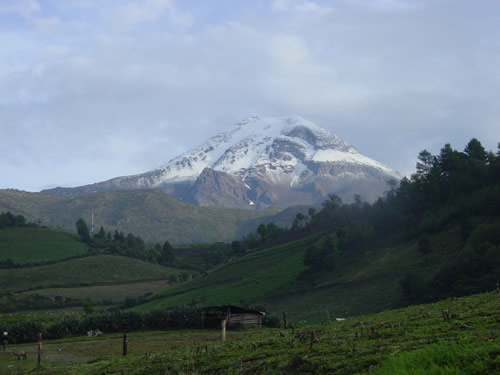
Citlaltepetll
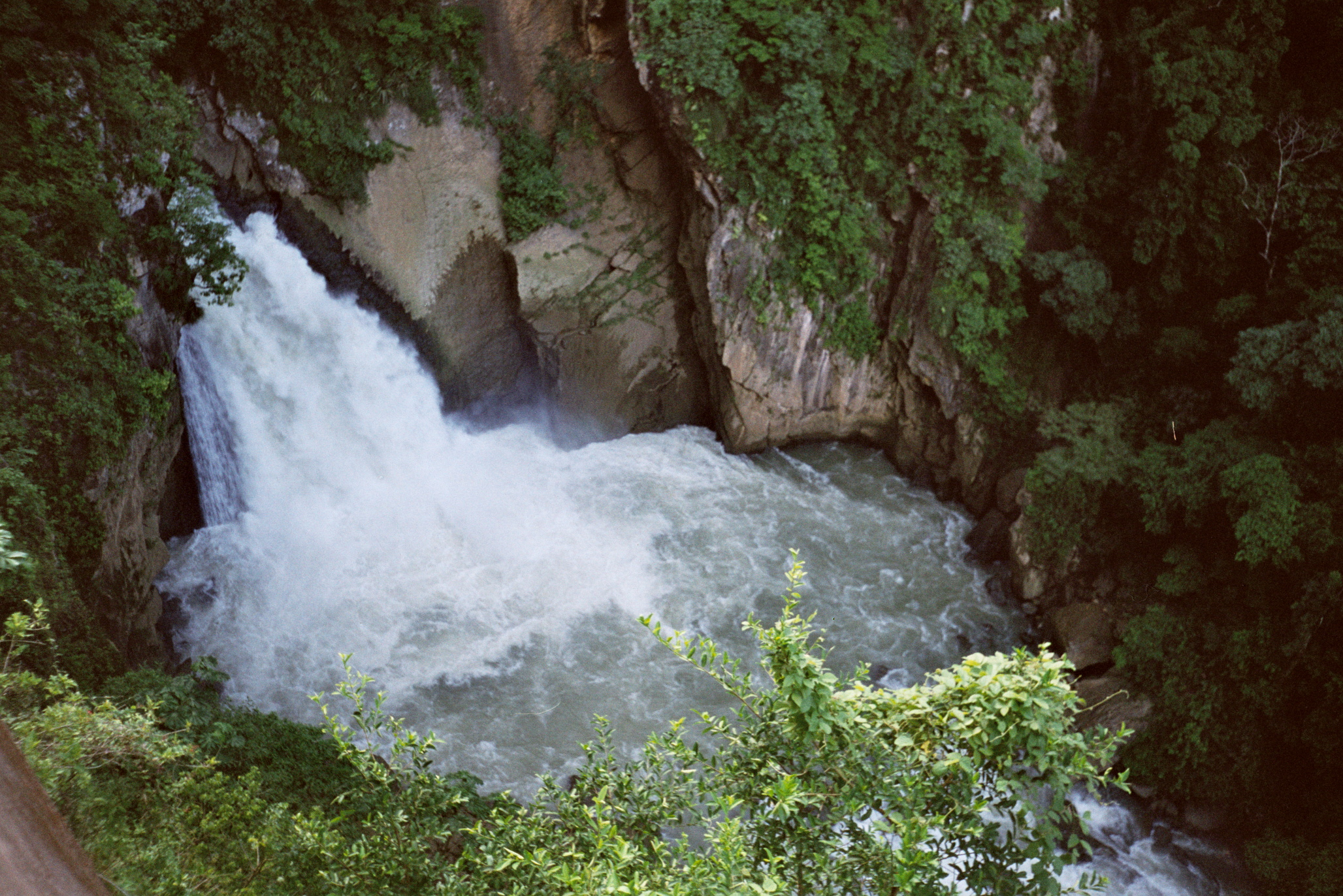
Cascada de Atoyac
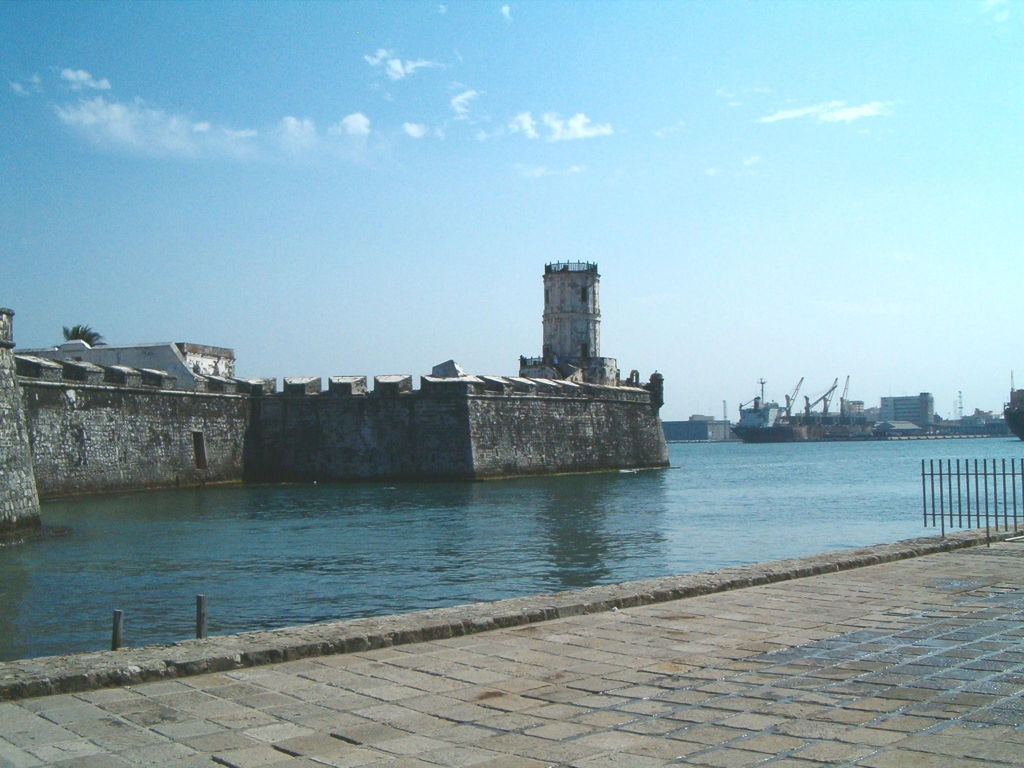
Fuerte de San Juan